# Bolesław Wieniawa-Długoszowski
Bolesław Ignacy Florian Wieniawa-Długoszowski (22 juillet 1881 - 1er juillet 1942) était un général polonais, adjudant du chef de l'État Józef Piłsudski, homme politique, franc-maçon, diplomate, poète, artiste et fut pendant un jour le président de la République de Pologne .
Il faisait partie de la génération qui s'est battue pour, et vit, la renaissance d'une Pologne indépendante le 11 novembre 1918 (jour de l'indépendance nationale), pour voir cette indépendance perdue à nouveau à la suite de la division de 1939 de la Pologne entre l'Allemagne nazie et l' Union soviétique conformément au pacte Molotov-Ribbentrop .

## Première Guerre mondiale
Bolesław Wieniawa-Długoszowski est né le 22 juillet 1881 sur le domaine de sa famille à Maksymówka près de Stanisławów en Galice (aujourd'hui Ivano-Frankivsk en Ukraine), alors partie de l'empire austro-hongrois. Fils de Bolesław Długoszowski (un ingénieur ferroviaire, qui construisit le chemin de fer de Tarnów à Krynica-Zdrój via Bobowa ) et Józefina, née Struszkiewicz, il avait un frère aîné Kazimierz et deux sœurs Teofila (Michalewska) et Zofia (Kubicka).
En 1877, sa famille achète un manoir à Bobowa. Bobowa (Bobov en yiddish) abritait une importante communauté hassidique. Il y avait de bonnes relations entre les Juifs de Bobowa et la famille Długoszowski (Kazimierz, le frère aîné, apparaît avec le grand rabbin Ben Zion Halberstam sur la couverture du livre "Jewish Society in Poland" . Bolesław y passe sa jeunesse. Il fréquente l'école secondaire à Lwów, puis il déménage dans une école à Nowy Sącz, obtenant son diplôme en 1900. Par la suite, il étudie la médecine à l'Université Jan Kazimierz à Lwów, obtenant son diplôme avec félicitations en 1906. En 1906, il épouse sa première femme, la chanteuse Stephania Calvas.
Après ses études, il déménage à Berlin, où il passe un an à étudier à l'Académie des Beaux-Arts de Berlin. Après y avoir obtenu son diplôme en 1907, il s'installe à Paris, où il travaille comme médecin.
Entre 1907 et 1914, il vit à Montparnasse, partageant pleinement la vie de bohème parisienne, se mêlant aux artistes polonais qui y vivaient et dont beaucoup étaient membres du mouvement Jeune Pologne. En 1911, il est le fondateur, avec le sculpteur Stanisław Kazimierz Ostrowski (pl) de l'Association des artistes polonais (Towarzystwo Artystów Polskich ). En 1912, il forme le "cercle parisien des sciences militaires" avec Waclaw Sieroszewski, Andrzej Strug et autres. L'année suivante, ce groupe rejoignit la principale association des tirailleurs (Związek Strzelecki "Strzelec"), où il rencontre Józef Piłsudski en décembre 1913.

## 1914-1942

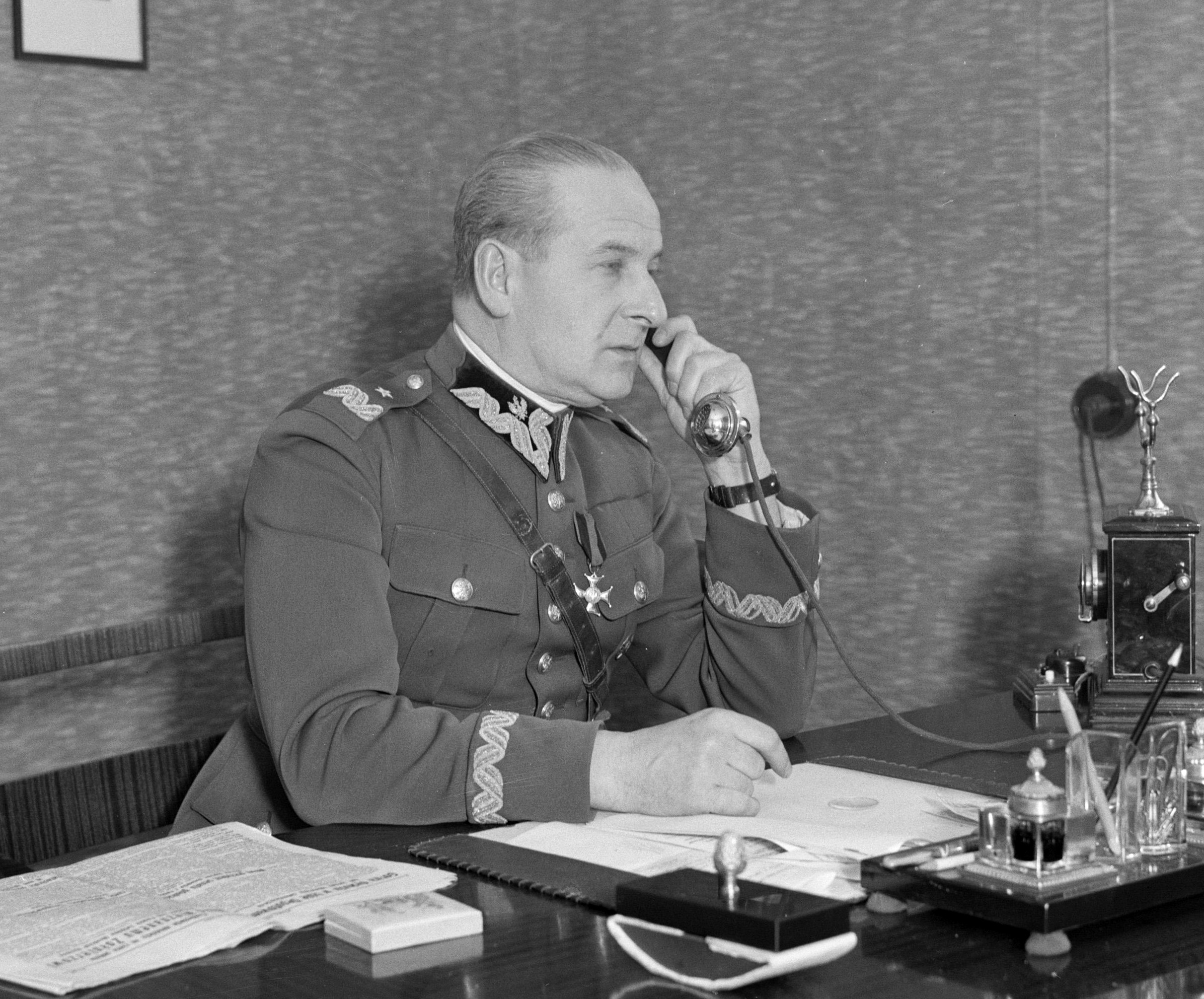
Bolesław Wieniawa-Długoszowski en 1934.

En 1914, il s'installe à Cracovie et rejoint la 'Première compagnie de cadres' qui se bat du côté austro-hongrois contre la Russie . En octobre 1914, il devient commandant d'un peloton d'escadron au 1 Pułk Ułanów Legionów Polskich (pl) . Pendant les combats de 1914-1915, il est promu lieutenant et recevra après la guerre la Classe V Virtuti Militari. En août 1915 il rejoint le groupe spécial de Varsovie. Il devient bientôt aide de camp de Józef Piłsudski. En 1918, il est envoyé en mission en Russie, où il a trois tâches: persuader l'armée du général Józef Haller, alors en Ukraine, de soutenir Piłsudski (un échec) ; d'atteindre la mission militaire française à Moscou sous le général Lavergne (une réussite) ; et revenir de Moscou à Paris pour assurer la liaison avec le gouvernement. Il est arrêté par la Tcheka soviétique en tant que membre de l'Organisation militaire polonaise alors qu'il se trouvait dans un train diplomatique français en route entre Moscou et Mourmansk (et Paris). Il est emprisonné dans la prison de Taganka mais est libéré grâce à l'intervention de sa future épouse Bronisława Wieniawa-Długoszowska aidée de la redoutée tchékiste Yakovleva, alors responsable de la prison. Bronisława était alors mariée à l'avocat Leon Berenson (pl), l'avocat de Felix Dzerzhinsky, le chef de la Tcheka. Luthérienne, sa famille juive s'était convertie quand elle avait huit ans. Ils auront une fille, Susanna Vernon (en).
En tant qu'aide de camp de Józef Piłsudski pendant la guerre polono-soviétique, il l'aide à organiser l'opération Vilna et la bataille de Varsovie. Il est également commandant de la 1re division de cavalerie. Après la guerre, Wieniawa reçoit de nombreuses médailles (dont la Légion d'honneur, la croix de la Valeur et la croix de l'Indépendance ).
Tout au long de l'entre-deux-guerres, il est une figure clé de la vie littéraire et sociale de Varsovie. Une table lui y est réservée avec des personnalités littéraires du moment, telles que Julian Tuwim et Jan Lechoń, à la mezzanine du café Mała Ziemiańska (pl). Dans une anecdote célèbre, Aleksander Wat raconte comment, lorsque Wat est emprisonné, par le gouvernement de la Deuxième République polonaise pour ses activités littéraires (il était l'éditeur du magazine crypto-communiste Miesięcznik Literacki (pl) ), il reçoit en prison un panier de vodka et de caviar de la part de Wieniawa. Le but de cette histoire, dans les mémoires de Wat, est de comparer son traitement aux mains de la Seconde République polonaise avec le traitement vicieux et barbare qu'il devait recevoir dans les prisons soviétiques pendant la guerre.
En novembre 1921, Wieniawa devient l'attaché militaire polonais à Bucarest, en Roumanie . Il est associé à l'élaboration de la convention polono-roumaine qui est signée en 1922. En 1926, il réussit ses examens à l'école de guerre. Il est rapidement promu commandant du 1 Pułk Szwoleżerów Józefa Piłsudskiego (pl) - la division de cavalerie polonaise la plus prestigieuse et la plus représentative, qu'il commande jusqu'en 1930.
Il aide Piłsudski à organiser le coup d'État de mai 1926.
En 1930–32, il commande la Ire Division de cavalerie et, pendant un certain temps, la IIe Division de cavalerie. En 1932, il est promu par le président Ignacy Mościcki au grade de Général de brigade. En 1938, il est promu major-général. De 1938 au 13 juin 1940, il est ambassadeur de Pologne à Rome .

### Présidence d'un jour
Le 17 septembre 1939, il est nommé président de la Pologne par le président sortant Ignacy Mościcki. Le même jour, la Pologne est envahie par l'Union soviétique et il prend le train de Rome à Paris pour assumer son nouveau rôle. Sa nomination est publiée au Journal officiel polonais le 25 septembre 1939. Sa nomination est cependant annulée par la Troisième République française et également contestée par Władysław Sikorski. Après la capitulation de la France, il émigre à New York en passant par Lisbonne .
De nombreuses sources ne citent pas Wieniawa comme président, mais simplement "successeur désigné". Cependant, selon la constitution de l'époque, lorsque le président ne peut pas exécuter ses pouvoirs (comme lorsque Mościcki fut interné en Roumanie et qu'il était clair qu'il ne serait pas libéré s'il ne démissionnait pas), le successeur désigné devenait automatiquement président.
Après avoir été nommé ou devenu président, Wieniawa demande au cardinal August Hlond de devenir Premier ministre. Hlond refuse, s'adressant toutefois à Wieniawa comme "Monsieur le Président".
Dans une déclaration à la presse de l'attaché de presse du président Lech Wałęsa du 21 septembre 1994, Wieniawa-Długoszowski est désigné comme l'un des présidents légitimes de l'histoire polonaise.
Selon certains, Mościcki avait eu l'intention de transmettre son poste à Wieniawa-Długoszowski de manière provisoire et jusqu'à ce que le poste puisse être assumé par un candidat acceptable à la fois par la Sanacja et par les cercles d'opposition, à savoir le général Kazimierz Sosnkowski dont on ignorait où il se trouvait en septembre 1939. Enfin, après la démission forcée de Wieniawa un candidat de compromis, Władysław Raczkiewicz, fut choisi.

### Décès
Une fois aux États-Unis, Wieniawa s'installe à New York. Incapable d'obtenir un poste dans l'armée polonaise de Sikorski, il déménage à Detroit, où il est nommé rédacteur en chef de Dziennik Polski (Detroit) de Frank Januszewski . Enfin, le 18 avril 1942, Sikorski nomme Wieniawa ministre plénipotentiaire auprès des gouvernements de Cuba, de la République dominicaine et d Haïti, basé à La Havane. Le 20 juin 1942, le Comité national des Américains d'extraction polonaise (KNAPP) est fondé à New York, avec Wieniawa comme fondateur. Le KNAPP était fortement en faveur du maintien des territoires de l'Est de la Pologne, critiquait Sikorski et se méfiait entièrement de Staline. Wieniawa, après être revenu à New York, pris entre ces deux forces opposées, se suicide le 1er juillet 1942. Certaines sources disent qu'il s'est suicidé en sautant d'un étage de sa résidence, mais les détails exacts de sa mort sont débattus par les historiens. Il a cependant laissé une note de suicide. Un mois plus tard, le 14 août 1942, le ghetto juif de son village natal de Bobowa est liquidé par les Nazis; environ 700 habitants sont exécutés dans la forêt de Garbacz,.
Les restes de Wieniawa ont été ramenés à Cracovie pour être enterrés au cimetière de Rakowicki, le 27 septembre 1990, où il repose maintenant avec ses camarades tombés au combat des légions polonaises de la Première Guerre mondiale.

## Distinctions et récompenses

### En Pologne
- Ordre de l'aigle blanc
- Ordre de Saint-Stanislas
- Croix de chevalier des Virtuti Militari, Virtuti Militari classe V Argent (novembre 1921)
- Croix de la vaillance, quatre fois
- Croix d'indépendance avec épées (mai 1931)
- Croix de commandant de l' ordre de Polonia Restituta (mars 1934), Croix de commandant avec étoile (novembre 1938) (anciennement la Croix d'officier)
- Croix d'or du mérite
- Médaille des décennies d'indépendance retrouvée
- Golden Laurel de l' Académie polonaise de littérature Mérite académique pour la littérature, (novembre 1936).

### A l'étranger
- Ordre impérial de Léopold (Autriche)
- Ordre militaire de Max Joseph (Bavière)
- Officier (1921) puis Commandant (1937) de la Légion d'honneur (France)
- Ordre militaire de Marie-Thérèse (Empire austro-hongrois)
- Ordre des Saints Cyrille et Méthode (Bulgarie)
- Croix de guerre 1914-1918 (France)
- Chevalier de l' ordre équestre du Saint-Sépulcre de Jérusalem (Saint-Siège)
- Grand Officier de l' Ordre des Saints Maurice et Lazare (Italie) (décembre 1937)
- Commandeur de l' Ordre de l'Étoile de Roumanie (octobre 1922)
- Commandant de la Croix du mérite militaire (Autriche-Hongrie)
- Commandeur de l’ Ordre de l’aigle blanc (Yougoslavie) [24]
- Commandeur de l' Ordre des Trois étoiles (Lettonie), (novembre 1927)
- Médaille commémorative du 10e anniversaire de la lutte pour la libération de la République de Lettonie (juillet 1928)
- Grand Commandeur de l' Ordre du Mérite (Hongrie), Croix du Mérite 2e classe avec étoile (janvier 1929)